# Robert Van Valin
Robert D. Van Valin (ur. 1952) – amerykański językoznawca. Jest głównym twórcą teorii Role and Reference Grammar (RRG). Wraz z Williamem Foleyem ogłosił książkę Functional Syntax and Universal Grammar (1984).
Doktorat z językoznawstwa uzyskał na Uniwersytecie Kalifornijskim w Berkeley.

## Publikacje (wybór)
- Functional Syntax and Universal Grammar (współautorstwo, 1984)
- Role and Reference Grammar (2014)
- An overview of information structure in three Amazonian languages (2016)
- Functional linguistics: Communicative functions and language structure (2016)
- Some issues regarding (active) accomplishments (2018)
- Dative case and oblique subjects (2018)